# Graben 47 (Weimar)

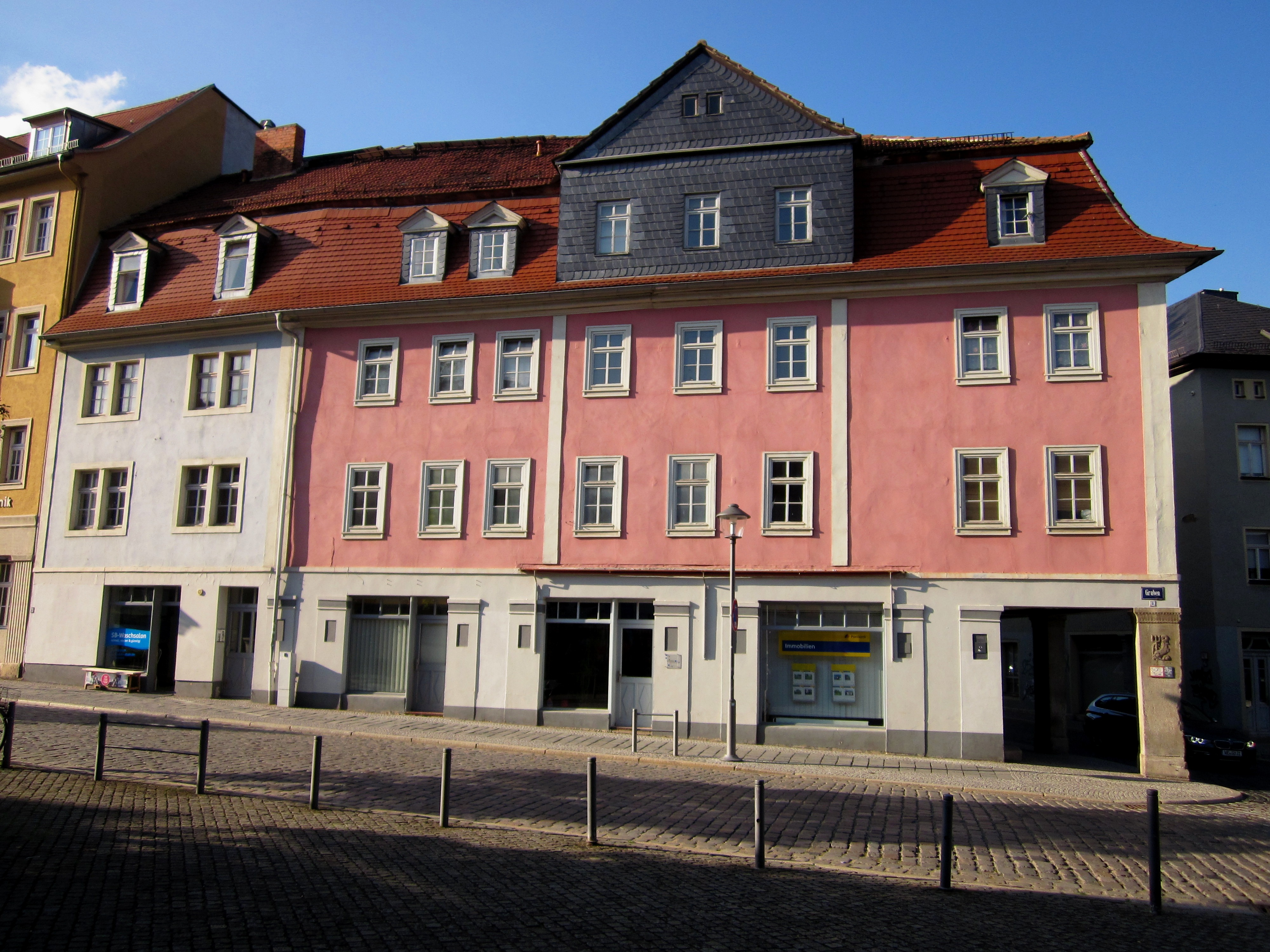
Graben 47

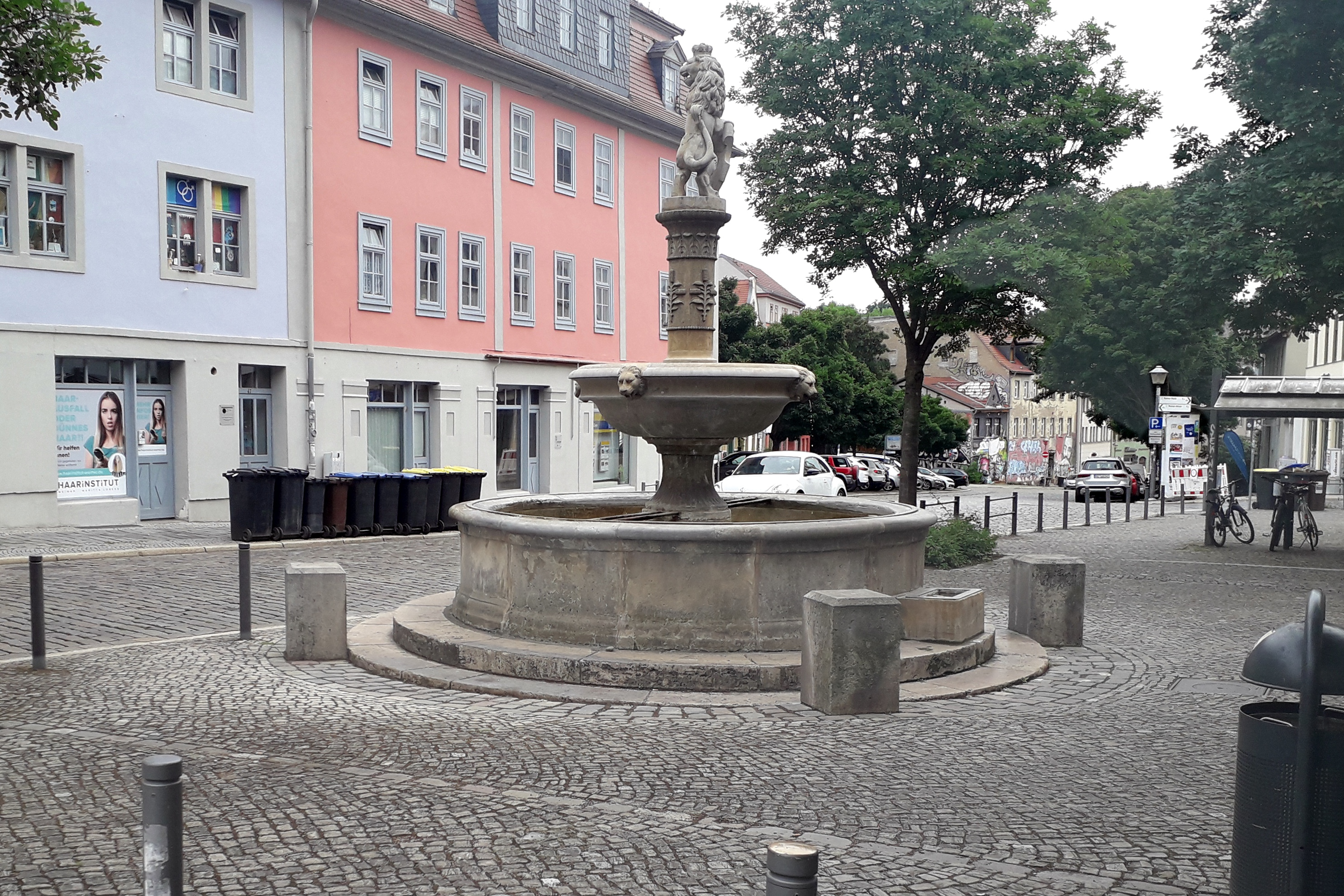
Graben 47, im Vordergrund der Löwenbrunnen

Das mehrgeschossige Wohn- und Geschäftshaus Graben 47, ehemals Jakobstraße 13 in der Jakobsvorstadt von Weimar ist ein Haus aus dem 18. oder frühen 19. Jahrhundert. Es befindet sich an der Ecke Graben zur Jakobstraße. In diesem Bereich zur Jakobstraße prägt das Haus zusammen mit Haus Jakobstraße 20 das Straßenbild.

## Geschichte
Der Fassaden des Eckhauses sind mit Lisenen gegliedert. Das Dachgeschoss besitzt Dachgauben und in der Mitte jeweils ein mit Schiefer bekleidetes Zwerchhaus.
Am Standort des Hauses befand sich das einstige mittelalterliche äußere Jakobstor. Die im Haus heute noch zu findende Fußgängerpassage wurde erst 1912 auf Anregung des Stadtbaumeisters August Lehrmann angelegt. Auch die Fenster im Erdgeschoss wurden zu Ladenfenstern verändert. Dadurch konnte ein Abriss des Hauses zur damals angedachten Verbreiterung der Straße vermieden werden. Diese wiederum hatte seine Ursache wiederum in der damaligen Straßenbahn Weimar. An den vier Pfeilern des Eckhauses sind vier verschiedene Steinreliefs (St. Jakob, der durch die Umschrift klar als solcher zu erkennen ist, Brezeljunge, sitzender Hund, Fisch mit Dreizack) angeordnet. Laut Hannelore Henze und Ilse-Sibylle Stapff sollen die noch vom alten Jakobstor sein. Bei ihnen wird das Haus als Dietze-Haus bezeichnet. Zu DDR-Zeiten war hier die HO Obst- und Gemüse.